# Parque nacional de la Laguna del Pez
El Parque Nacional de la Laguna del Pez (Parque Nacional da Lagoa do Peixe) está localizado en el litoral sur del estado de Rio Grande do Sul, albergando los municipios de Tavares (80%), Mostardas (17%) e São José do Norte(3%). La unidad fue creada por el Decreto n.º 93.546 de 06.11.1986 y posee un área de 34.400 ha y perímetro de 138,84 km (cálculo cartográfico).